# 刘禄长
刘禄长（1914年—1980年），中国人民解放军将领、中国人民解放军开国少将。
曾任中国人民志愿军炮兵干部部部长。1955年，授予中国人民解放军少将。